# Contee dell'Arkansas
Contee dell'Arkansas:
1. Arkansas
2. Ashley
3. Baxter
4. Benton
5. Boone
6. Bradley
7. Calhoun
8. Carroll
9. Chicot
10. Clark
11. Clay
12. Cleburne
13. Cleveland
14. Columbia
15. Conway
16. Craighead
17. Crawford
18. Crittenden
19. Cross
20. Dallas
21. Desha
22. Drew
23. Faulkner
24. Franklin
25. Fulton
26. Garland
27. Grant
28. Greene
29. Hempstead
30. Hot Spring
31. Howard
32. Independence
33. Izard
34. Jackson
35. Jefferson
36. Johnson
37. Lafayette
38. Lawrence
39. Lee
40. Lincoln
41. Little River
42. Logan
43. Lonoke
44. Madison
45. Marion
46. Miller
47. Mississippi
48. Monroe
49. Montgomery
50. Nevada
51. Newton
52. Ouachita
53. Perry
54. Phillips
55. Pike
56. Poinsett
57. Polk
58. Pope
59. Prairie
60. Pulaski
61. Randolph
62. Saline
63. Scott
64. Searcy
65. Sebastian
66. Sevier
67. Sharp
68. St. Francis
69. Stone
70. Union
71. Van Buren
72. Washington
73. White
74. Woodruff
75. Yell